# Flassan
Flassan – miejscowość i gmina we Francji, w regionie Prowansja-Alpy-Lazurowe Wybrzeże, w departamencie Vaucluse.
Według danych na rok 1990 gminę zamieszkiwały 332 osoby, a gęstość zaludnienia wynosiła 16 osób/km² (wśród 963 gmin regionu Prowansja-Alpy-W. Lazurowe Flassan plasuje się na 549. miejscu pod względem liczby ludności, natomiast pod względem powierzchni na miejscu 480.).